# Stephen Elliott (attore)
Stephen Elliott, all'anagrafe Elliott Pershing Stitzel (New York, 27 novembre 1918 – Los Angeles, 21 maggio 2005), è stato un attore statunitense.

## Filmografia parziale

### Cinema
- 3 ore per uccidere (Three Hours to Kill), regia di Alfred L. Werker (1954)
- La febbre dell'uranio (Canyon Crossroads), regia di Alfred L. Werker (1955)
- Anche gli eroi piangono (The Proud and Profane), regia di George Seaton (1956)
- La strada dei peccatori (Street of Sinners), regia di William Berke (1957)
- Anche i dottori ce l'hanno (The Hospital), regia di Arthur Hiller (1971)
- Il giustiziere della notte (Death Wish), regia di Michael Winner (1974)
- Rapporto al capo della polizia (Report to the Commissioner), regia di Milton Katselas (1975)
- Hindenburg (The Hindenburg), regia di Robert Wise (1975)
- Alla maniera di Cutter (Cutter's Way), regia di Ivan Passer (1981)
- Arturo (Arthur), regia di Steve Gordon (1981)
- Beverly Hills Cop - Un piedipiatti a Beverly Hills (Beverly Hills Cop), regia di Martin Brest (1984)
- La notte assassina (Roadhouse 66), regia di John Mark Robinson (1984)
- Assassination, regia di Peter R. Hunt (1987)
- Bobo, vita da cani (Walk Like a Man), regia di Melvin Frank (1987)
- Arturo 2: On the Rocks (Arthur 2: On the Rocks), regia di Bud Yorkin (1988)
- Filofax - Un'agenda che vale un tesoro (Taking Care of Business), regia di Arthur Hiller (1990)

### Televisione
- Hands of Murder – serie TV, 11 episodi (1949-1951)
- Captain Video and His Video Rangers – serie TV, 6 episodi (1954-1955)
- Ai confini della notte (The Edge of Night) – serie TV, 22 episodi (1957-1958)
- Beacon Hill – serie TV, 11 episodi (1975)
- Executive Suite – serie TV, 18 episodi (1976-1977)
- Il primo dei Kennedy (Young Joe, the Forgotten Kennedy) – film TV (1977)
- Corte marziale per il generale Custer (The Court-Martial of George Armstrong Custer) – film TV (1977)
- Il sergente Matlovich contro la U.S. Air Force (Sergeant Matlovich vs. the U.S. Air Force) – film TV (1978)
- Il rapimento di Patty Hearst (The Ordeal of Patty Hearst) – film TV (1979)
- Jacqueline Bouvier Kennedy – film TV (1981)
- Le sconfitte di un vincitore: Winston Churchill 1928-1939 (Winston Churchill: The Wilderness Years) – miniserie TV (1981)
- Falcon Crest – serie TV, 9 episodi (1981-1982)
- A cuore aperto (St. Elsewhere) – serie TV, 8 episodi (1984)
- Perry Mason: Per un antico amore (Perry Mason: The Case of the Lost Love) – film TV (1987)
- Dallas – serie TV, 14 episodi (1980-1987)
- Hotel – serie TV, 3 episodi (1986-1987)
- Remo Williams: The Prophecy – film TV (1988)
- Trial & Error – serie TV, 8 episodi (1988)
- Colombo (Columbo) – serie TV, episodi 4x06-8x04 (1975-1989)
- Se non è uno sconosciuto (When He's Not a Stranger) – film TV (1989)
- The Big One: The Great Los Angeles Earthquake – film TV (1990)
- Chicago Hope – serie TV, 10 episodi (1994-1999)

## Doppiatori italiani
Nelle versioni in italiano delle opere in cui ha recitato, Stephen Elliott è stato doppiato da:
- Arturo Dominici in Hidenburg, Beverly Hills Cop - Un piedipiatti a Beverly Hills
- Giorgio Piazza ne Il giustiziere della notte
- Diego Michelotti in Alla conquista del West
- Dante Biagioni ne La casa nella prateria
- Adolfo Geri in Top Secret (ep. 1x20)
- Renato Mori in Top Secret (ep. 3x16)
- Sergio Fiorentini in Arturo
- Franco Odoardi in Assassination
- Leo Gavero ne La signora in giallo
- Marcello Tusco in Colombo
- Pino Locchi in Filofax - Un'agenda che vale un tesoro